# Aaron Lennon
Aaron Justin Lennon  (Leeds, 1987. április 16. –) korábbi angol válogatott labdarúgó. Egyike volt a Premier League legalacsonyabb, egyben leggyorsabb játékosainak.

## Pályafutása

### Leeds United
Lennon profi pályafutását a nagy múltú helyi klubnál, a Leeds United-nél kezdte, ahol ő lett a Premier League-ben valaha pályára lépett legfiatalabb játékos. Első mérkőzésén, 2003 augusztusában 16 éves és 129 napos volt. Ellenfelük a White Hart Lane-en a Tottenham Hotspur volt, a Leeds 2–1-re kapott ki. Mielőtt a felnőtt csapatba került, a Leeds akadémiájának tagja volt. Egyetlen gólját 2004 karácsonyán a Sunderland ellen szerezte. A Leeds anyagi gondjai miatt – sok más kitűnő játékosa mellett – 2005-ben Lennont is eladta a Tottenham Hotspur-nek.

### Tottenham Hotspur
Lennon 2005 nyarán érkezett a klubhoz 1 millió fontért. 2005. augusztus 27-én debütált egy Chelsea elleni elveszített meccsen. 2006. március 18-án megszerezte első Spurs gólját a bajnokságban a Birmingham City ellen, idegenben. A szezonban még egyszer, 2006. április 30-án volt eredményes a Bolton ellen. Csapata az ő góljával nyerte meg a találkozót. A 2005-2006-os szezonban jelölték a PFA Év Fiatal Labdarúgója díjra, de végül a Manchester United csatára, Wayne Rooney végzett az első helyen. 2006. március 28-án meghosszabbította szerződését 2010-ig.
A következő szezonban ismét jelölték az Év Fiatal Labdarúgója díjra, de csak harmadik lett a manchesteres Cristiano Ronaldo és az arsenalos Cesc Fàbregas mögött. A szezonban öt gólt szerzett: 2006. november 5-én a Chelsea ellen győztes gólt a White Hart Lane-en, november 26-án a Wigan ellen, 2007. január 17-én a Cardiff City-nek a FA-kupában, február 25-én ismét a bajnokságban a Bolton ellen, majd április 12-én az UEFA-kupában a Sevilla ellen volt eredményes. 2007. január 8-án újabb 5 és fél évre szóló szerződést írt alá, így 2012-ig előreláthatóan a klubnál marad.
2008. január 22-én a 60. percben gólt lőtt az Arsenal ellen az Angol Ligakupa elődöntőjének második mérkőzésén. A Tottenham 5–1-gyel megnyerte a mérkőzést, és ezzel bejutott a döntőbe, ahol a Chelsea-t győzték le 2–1-re.
A 2008-09-es szezon kezdetén megkapta a 7-es számú mezt, korábban a 25-ös szám volt az övé. A szezonban először 2008. október 29-én szerzett gólt az Arsenal ellen a bajnokságban. Az ő góljával szerzett pontot a csapat az Emirates stadionban; Lennon a 94. percben talált be az ellenfél kapujába, így a végeredmény 4–4 lett. 2008. november 23-án gólpasszt adott Roman Pavljucsenkónak a Blackburn Rovers ellen; ezzel a góllal nyert a csapat hazai pályán.

### Kayserispor
2020. szeptember 2-án aláírt a török Kayserispor csapatához.

### Burnley
2021. augusztus 24-én aláírt a Burnley csapatához egy évre.

### A válogatottban
Lennon először 2005 októberében kapott meghívást az angol U21-es válogatottba, 2006. május 8-án pedig a 2006-os világbajnokságra készülő angol válogatott keretébe.
Az angol B válogatottban 2006. május 25-én a Fehéroroszország elleni mérkőzésen a Meccs Játékosának választották. A világbajnoki felkészítő mérkőzést a Madejski stadionban, Reading-ben játszották, az angolok 2–1-re veszítettek. Az angol válogatottban június 2-án debütált Jamaica ellen, második félidei csereként lépve pályára. A meccset Anglia nyerte 6–0-ra.
Első világbajnoki szereplésére Trinidad és Tobago ellen került sor a 2006-os világbajnokságon. Lennon csereként lépett pályára ezen a mérkőzésen, amit Anglia 2–0-ra megnyert. Következő mérkőzése a Portugália elleni negyeddöntő volt, a sérült David Beckham helyére állt be, majd őt Jamie Carragher váltotta a büntetőpárbaj előtt, amit 3–1-re elveszítettek (Carraghar kihagyta a saját tizenegyesét). A 2008-as Európa-bajnokság selejtezőjében is játszott, Andorra ellen is csereként lépett pályára, és előkészítette Peter Crouch második gólját.
Lennon először 2007. március 24-én volt kezdő az Izrael elleni Eb-selejtezőn.

## Sikerei, díjai
Tottenham Hotspur
- Angol Ligakupa - 2008

## Statisztika
Utolsó frissítés: 2017. február 11.
| Csapat               | Szezon           | Bajnokság        | Bajnokság       | Bajnokság | Nemzeti kupa    | Nemzeti kupa | Ligakupa        | Ligakupa | UEFA            | UEFA  | Összesen        | Összesen |
| Csapat               | Szezon           | Bajnokság        | Pályára lépések | Gólok     | Pályára lépések | Gólok        | Pályára lépések | Gólok    | Pályára lépések | Gólok | Pályára lépések | Gólok    |
| -------------------- | ---------------- | ---------------- | --------------- | --------- | --------------- | ------------ | --------------- | -------- | --------------- | ----- | --------------- | -------- |
| Leeds United         | 2003–2004        | Premier League   | 11              | 0         | 1               | 0            | 2               | 0        | —               | —     | 14              | 0        |
| Leeds United         | 2004–2005        | Championship     | 27              | 1         | 1               | 0            | 1               | 0        | —               | —     | 29              | 1        |
| Leeds United         | összesen         | összesen         | 38              | 1         | 2               | 0            | 3               | 0        | —               | —     | 43              | 1        |
| Tottenham Hotspur    | 2005–2006        | Premier League   | 27              | 2         | 1               | 0            | 1               | 0        | —               | —     | 29              | 2        |
| Tottenham Hotspur    | 2006–2007        | Premier League   | 26              | 3         | 6               | 1            | 3               | 0        | 8               | 1     | 43              | 5        |
| Tottenham Hotspur    | 2007–2008        | Premier League   | 29              | 2         | 3               | 0            | 6               | 1        | 9               | 0     | 47              | 3        |
| Tottenham Hotspur    | 2008–2009        | Premier League   | 35              | 5         | 1               | 0            | 5               | 0        | 6               | 0     | 47              | 5        |
| Tottenham Hotspur    | 2009–2010        | Premier League   | 22              | 3         | 0               | 0            | 2               | 0        | —               | —     | 24              | 3        |
| Tottenham Hotspur    | 2010–2011        | Premier League   | 34              | 3         | 1               | 0            | 1               | 0        | 10              | 0     | 46              | 3        |
| Tottenham Hotspur    | 2011–2012        | Premier League   | 23              | 3         | 5               | 0            | 0               | 0        | 4               | 1     | 32              | 4        |
| Tottenham Hotspur    | 2012–2013        | Premier League   | 34              | 4         | 1               | 0            | 0               | 0        | 11              | 0     | 46              | 4        |
| Tottenham Hotspur    | 2013–2014        | Premier League   | 27              | 1         | 1               | 0            | 1               | 0        | 4               | 0     | 33              | 1        |
| Tottenham Hotspur    | 2014–2015        | Premier League   | 9               | 0         | 0               | 0            | 2               | 0        | 6               | 0     | 17              | 0        |
| Tottenham Hotspur    | összesen         | összesen         | 266             | 26        | 19              | 1            | 21              | 1        | 58              | 2     | 364             | 30       |
| Everton (kölcsönben) | 2014–2015        | Premier League   | 14              | 2         | —               | —            | —               | —        | —               | —     | 14              | 2        |
| Everton              | 2015–2016        | Premier League   | 25              | 5         | 5               | 1            | 1               | 0        | —               | —     | 31              | 6        |
| Everton              | 2016–17          | Premier League   | 11              | 0         | 0               | 0            | 2               | 1        | —               | —     | 13              | 1        |
| Everton              | összesen         | összesen         | 50              | 7         | 5               | 1            | 3               | 1        | —               | —     | 58              | 9        |
| Karrier összesen     | Karrier összesen | Karrier összesen | 354             | 34        | 26              | 2            | 27              | 2        | 58              | 2     | 465             | 40       |